# Pluto (Matthews)
Pluto-The Renewer is een compositie van de Britse componist Colin Matthews.

## Geschiedenis
Gustav Holst componeerde zijn The Planets in de tijd dat de planeet (toen nog wel) Pluto nog niet was ontdekt. Het leek het Britse symfonieorkest Hallé Orchestra en haar dirigent Kent Nagano daarom een goed idee een hedendaagse componist als Matthews in te schakelen om het werk in technisch opzicht te voltooien. Matthews kroop al eerder in de huid van Gustav Mahler. Op 11 mei 2000 kreeg Pluto – The Renewer haar eerste uitvoering als nieuw slotdeel van de Planetensuite van Holst.
Een opmerking is hier op zijn plaats: Matthews was/is betrokken bij de Holst Foundation, waar Imogen Holst ook deel van uitmaakte.

## Orkestratie
Het eendelig werkje van zes minuten behoeft de volgende instrumenten:
- vrouwenkoor zevenstemmig, niet op het podium
- 1 piccolo, 2 dwarsfluiten, 1 altdwarsfluit, 2 hobo’s, 1 althobo, 1 bashobo, 3 klarinetten, 1 basklarinet, 3 fagotten, 1 contrafagot
- 6 hoorns, 4 trompetten, 3 trombones, 1 tenortuba, 1 tuba
- 2 stel pauken, percussie bestaande uit glockenspiel, crotales, buisklokken, tenordrum, grote trom, bekkens, tamtam, triangel; 2 harpen, celesta, orgel
- violen, altviolen, celli, contrabassen

## Wetenschap
Matthews had dit deel toegevoegd, toen op 24 augustus 2006 door de Internationale Astronomische Unie werd besloten, dat Pluto voortaan een dwergplaneet werd genoemd.

## Discografie
- Uitgave Hyperion: Hallé Orchestra, Mark Elder; een opname uit maart 2001; Bridgewater Hall, plaats van eerste uitvoering.